# Machaonia ottonis
Machaonia ottonis là một loài thực vật có hoa trong họ Thiến thảo. Loài này được (K.Schum.) Urb. mô tả khoa học đầu tiên năm 1908.